# Andrzej Zieliński (minister kultury)
Andrzej Sylwester Zieliński (ur. 26 listopada 1937 w Wągrowcu) – polski muzyk, wiolonczelista, nauczyciel akademicki, profesor sztuk muzycznych, w 2001 minister kultury i dziedzictwa narodowego.

## Życiorys
Syn dyrygenta Bronisława Zielińskiego. Ukończył w 1962 studia w Państwowej Wyższej Szkole Muzycznej w Krakowie. W latach 1966–1967 odbył staż w Moskwie pod kierunkiem Mstisława Rostropowicza. W 1992 otrzymał tytuł profesora sztuk muzycznych. Zawodowo związany najpierw z Akademią Muzyczną w Poznaniu, a od 1978 z Akademią Muzyczną im. Fryderyka Chopina w Warszawie. Był prodziekanem białostockiej filii AMFC (1986–1990) oraz prorektorem tej uczelni (1991–1996).
W ramach działalności artystycznej występował do początku lat 90. przez lata jako wiolonczelista, koncertmistrz oraz solista orkiestr symfonicznych i kameralnych w Krakowie, Poznaniu, Warszawie, Sztokholmie i Teheranie. Brał udział w licznych festiwalach, w tym Mistrzowie Polskiej Wiolinistyki. Udzielał się jako juror polskich i zagranicznych konkursów muzycznych.
Od 1963 członek Stowarzyszenia Polskich Artystów Muzyków. W 2002 został kierownikiem artystycznym Pałacowych Spotkań z Muzyką w Jabłonnie.
W 1980 wstąpił do „Solidarności”, a w 1998 do Ruchu Społecznego AWS. W okresie 2000–2001 pełnił funkcję sekretarza stanu w resorcie kultury i dziedzictwa narodowego. Następnie od lipca do października 2001 sprawował urząd ministra kultury i dziedzictwa narodowego w rządzie Jerzego Buzka. Później związany z Prawem i Sprawiedliwością, kandydował z jego ramienia w 2024 do rady powiatu warszawskiego zachodniego.